# مرکز گردشگری ائوموری
مرکز گردشگری ائوموری (به لاتین: Aomori Prefecture Tourist Center) یک ساختمان بلندمرتبه در ژاپن است که در Yasukata واقع شده‌است.